# Alicia Toublanc
Alicia Toublanc (født 3. maj 1996 i Saint-Brieuc, Frankrig) er en kvindelig fransk håndboldspiller, der spiller i Brest Bretagne Handball i Division 1 Féminine og Frankrigs kvindehåndboldlandshold, som højre fløj.
Hun blev for første gang, udtaget til VM i kvindehåndbold 2021 i Spanien.